# Das Pentomino-Orakel

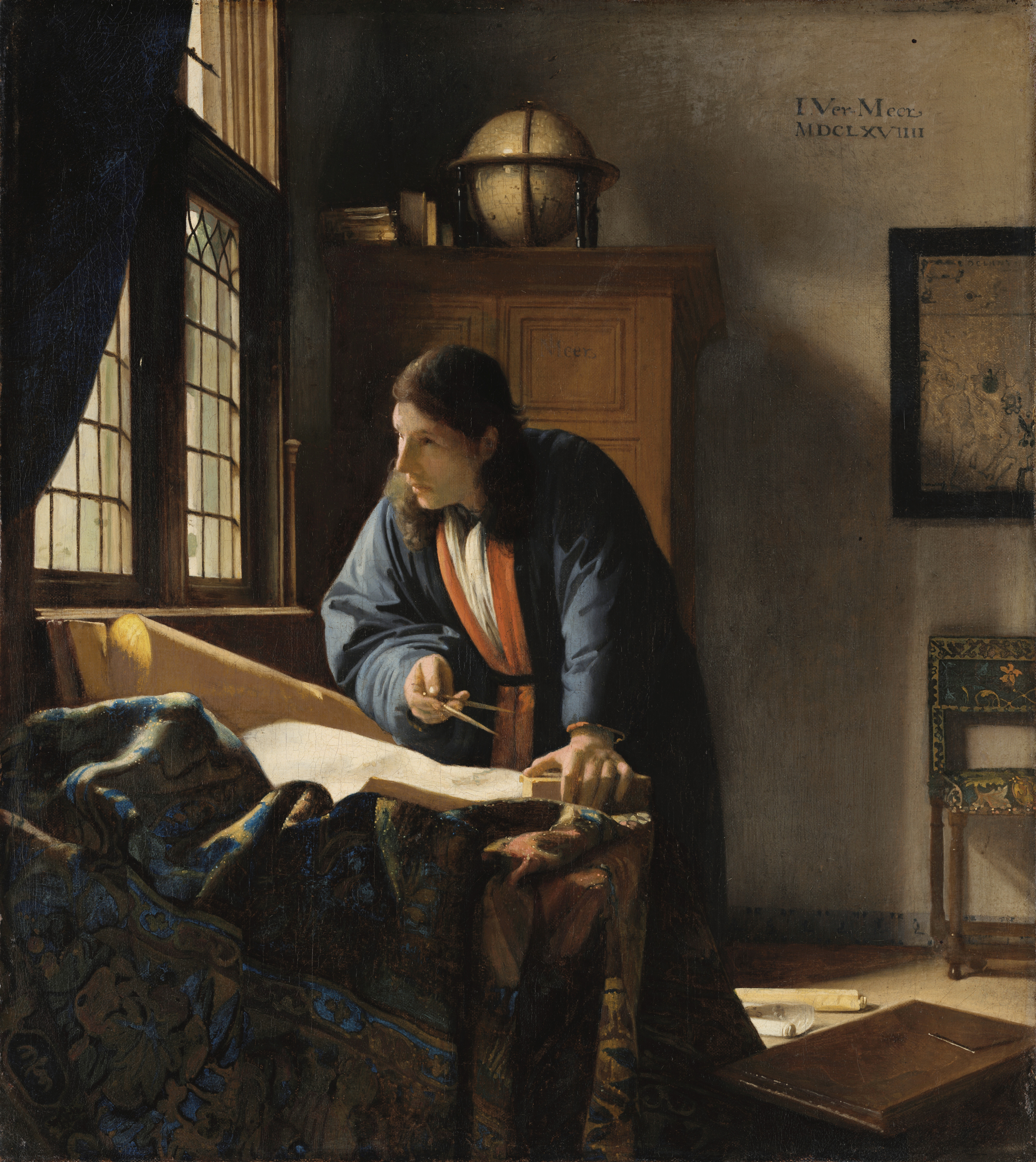
Der Geograph, Jan Vermeer 1668/1669

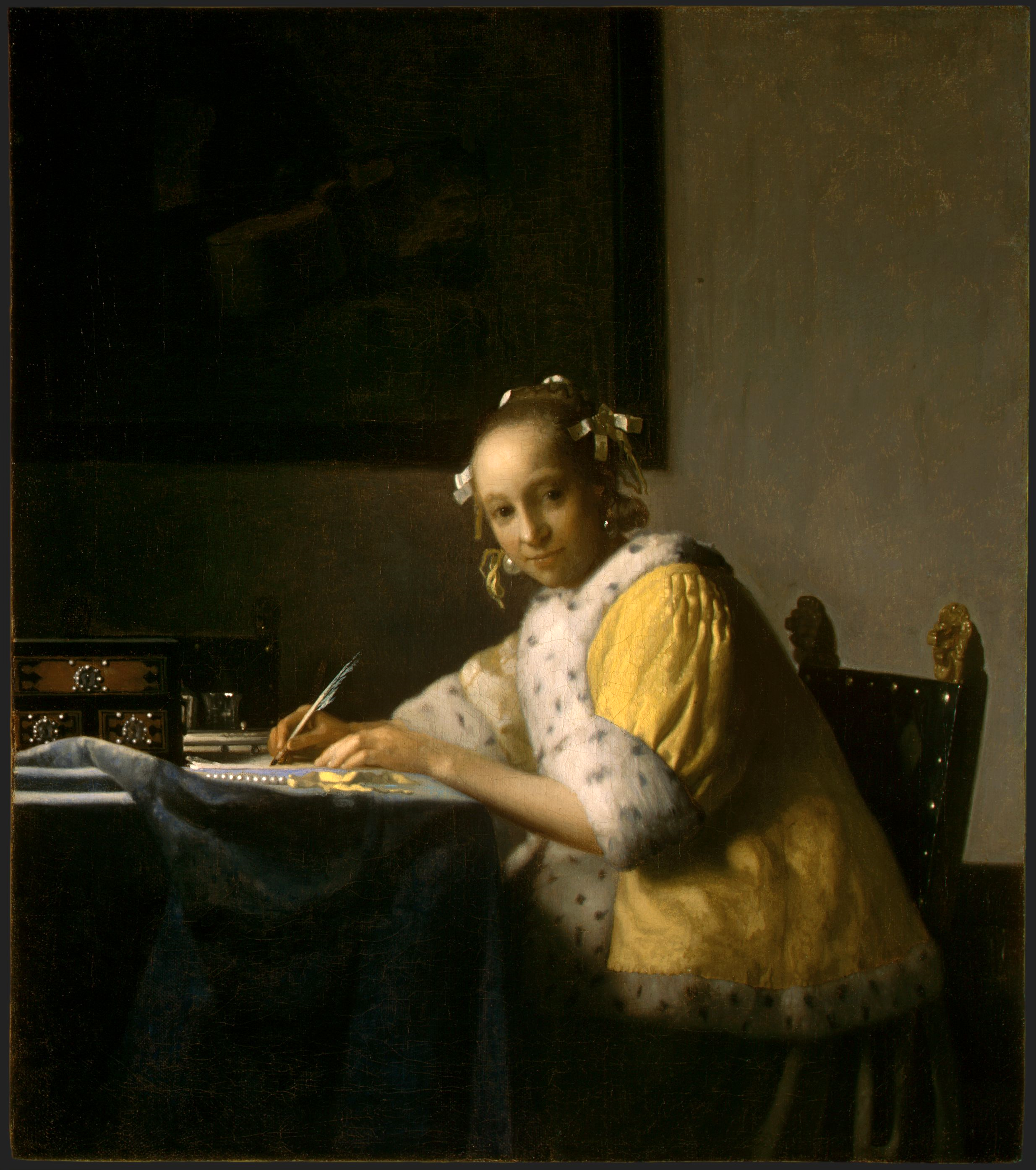
Briefschreiberin in Gelb, Jan Vermeer 1665

Das Pentomino-Orakel ist ein Kinderbuch der US-amerikanischen Autorin Blue Balliett (eig. Elizabeth Balliet Klein), das 2004 unter dem Originaltitel Chasing Vermeer in New York City erschienen ist. Die Illustrationen darin stammen in der Originalversion von Brett Helquist, in der deutschen von Regina Kehn.
Im August 2005 hat der Fischer-Verlag das Buch auf Deutsch aufgelegt (Übersetzung: Dirk van Gunsteren) und es in einer Anspielung auf das Buch „Sakrileg“ als „Der Da-Vinci-Code für Kids“ angepriesen.

## Handlung
Das ganze Buch dreht sich um die Kunst Jan Vermeers, insbesondere um seine Bilder Der Geograph und Briefschreiberin in Gelb.
Schauplatz ist der Hyde Park in Chicago. Calder Pillay und Petra Andalee besuchen dort die von John Dewey 1896 gegründete und der Universität angeschlossene Laboratory school. In dieser Schule ist das Lernen ausschließlich auf Erfahrung aufgebaut („Learning by doing“). Calder hat immer einen Satz von Pentominos in der Tasche. Von Fall zu Fall zieht er einen der 12 Steine heraus und nimmt den verkörperten Buchstaben als Wink, wie er sich weiter verhalten soll.
Ein Diebstahl passiert in der National Gallery of Art in Washington, D. C.: Die „Briefschreiberin in Gelb“ wurde gestohlen. In Zeitungsinseraten erklärt der Dieb seine Tat: Er will ein Umdenken erwirken: Alle sollen einsehen, dass manche Bilder Jan Vermeers fälschliche Zuschreibungen sind.
Durch die Lektüre von „Da!“ (im Original: „Lo!“, 1931) von Charles Fort inspiriert, machen sich Calder und Petra daran, das Bild wiederzufinden.

## Auszeichnungen
- Agatha Award
- Edgar Award